# Johnsdorf-Brunn
Johnsdorf-Brunn ist eine Katastralgemeinde und ehemalige Gemeinde mit 804 Einwohnern (Stand: 31. Oktober 2013)
im Süd-Osten der Steiermark im Bezirk Südoststeiermark. Im Rahmen der Gemeindestrukturreform in der Steiermark ist sie seit 2015 mit den umliegenden Gemeinden Hatzendorf, Hohenbrugg-Weinberg, Pertlstein und Fehring zusammengeschlossen,
die neue Gemeinde führt den Namen Stadt Fehring weiter. Grundlage dafür ist das Steiermärkische Gemeindestrukturreformgesetz – StGsrG.

## Geografie

### Geografische Lage
Johnsdorf-Brunn liegt ca. 44 km östlich von Graz und ca. 8 km östlich der Bezirkshauptstadt Feldbach im Oststeirischen Hügelland.

### Gliederung
Das Gemeindegebiet umfasste folgende zwei Ortschaften (in Klammern Einwohnerzahl Stand 31. Oktober 2011):
- Brunn (538)
- Johnsdorf (243)

Die Gemeinde bestand aus der einzigen Katastralgemeinde Johnsdorf.

### Nachbargemeinden bis Ende 2014
- im Norden: Hatzendorf
- im Osten: Hohenbrugg-Weinberg
- im Süden: Fehring und Pertlstein
- im Westen: Lödersdorf

## Kultur und Sehenswürdigkeiten

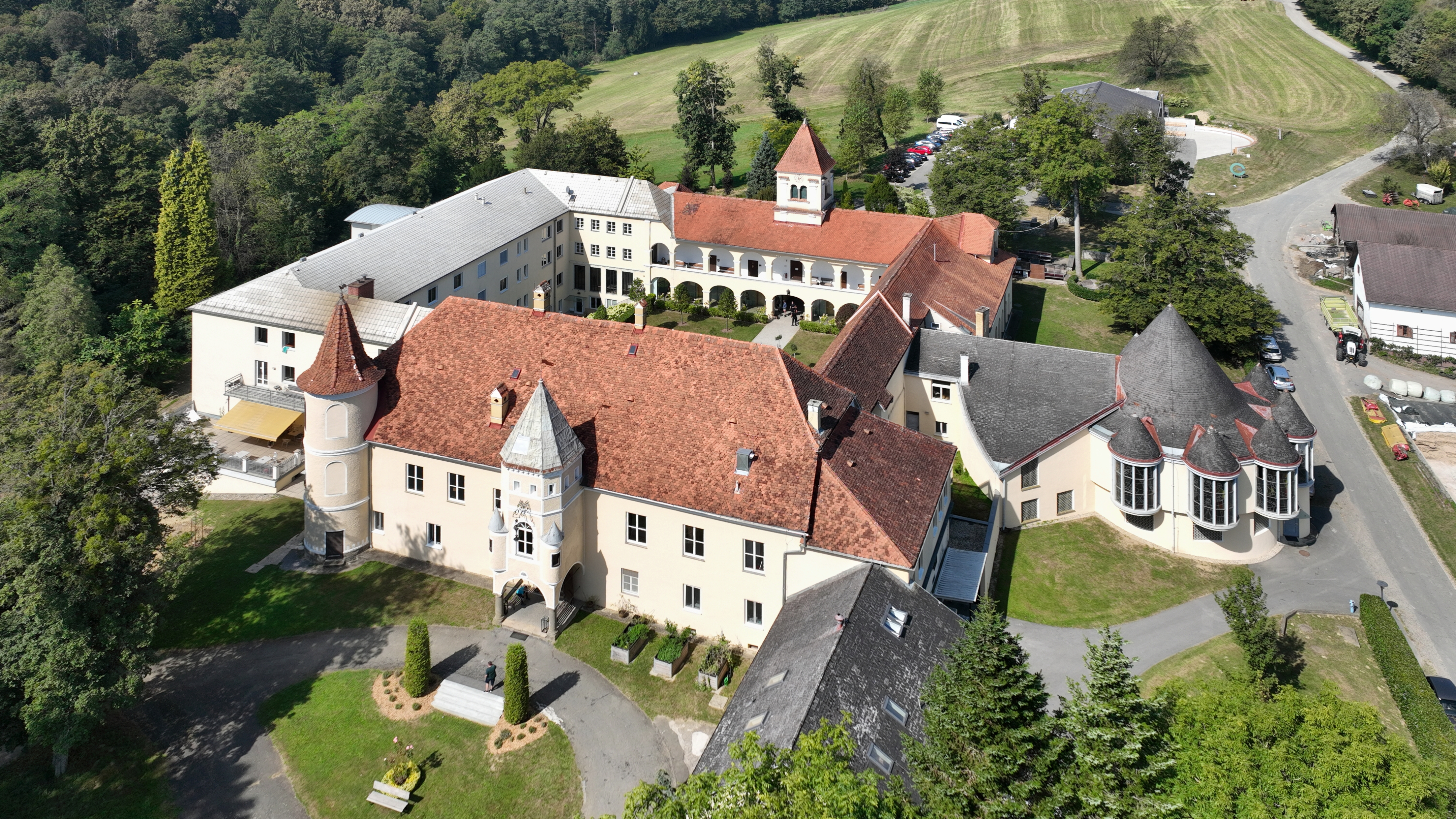
Schloß Johnsdorf

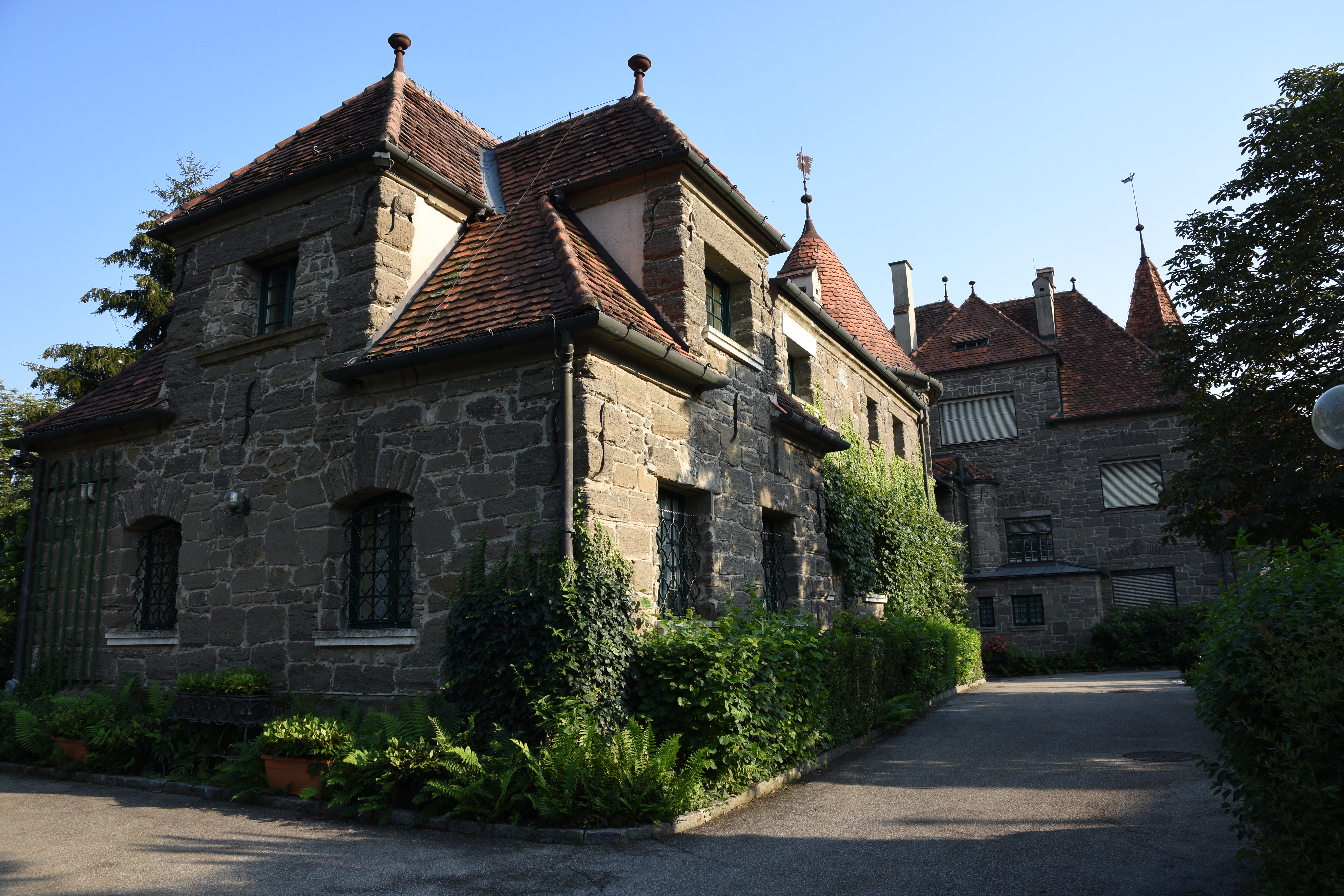
Schloß Hantberg

### Bauwerke

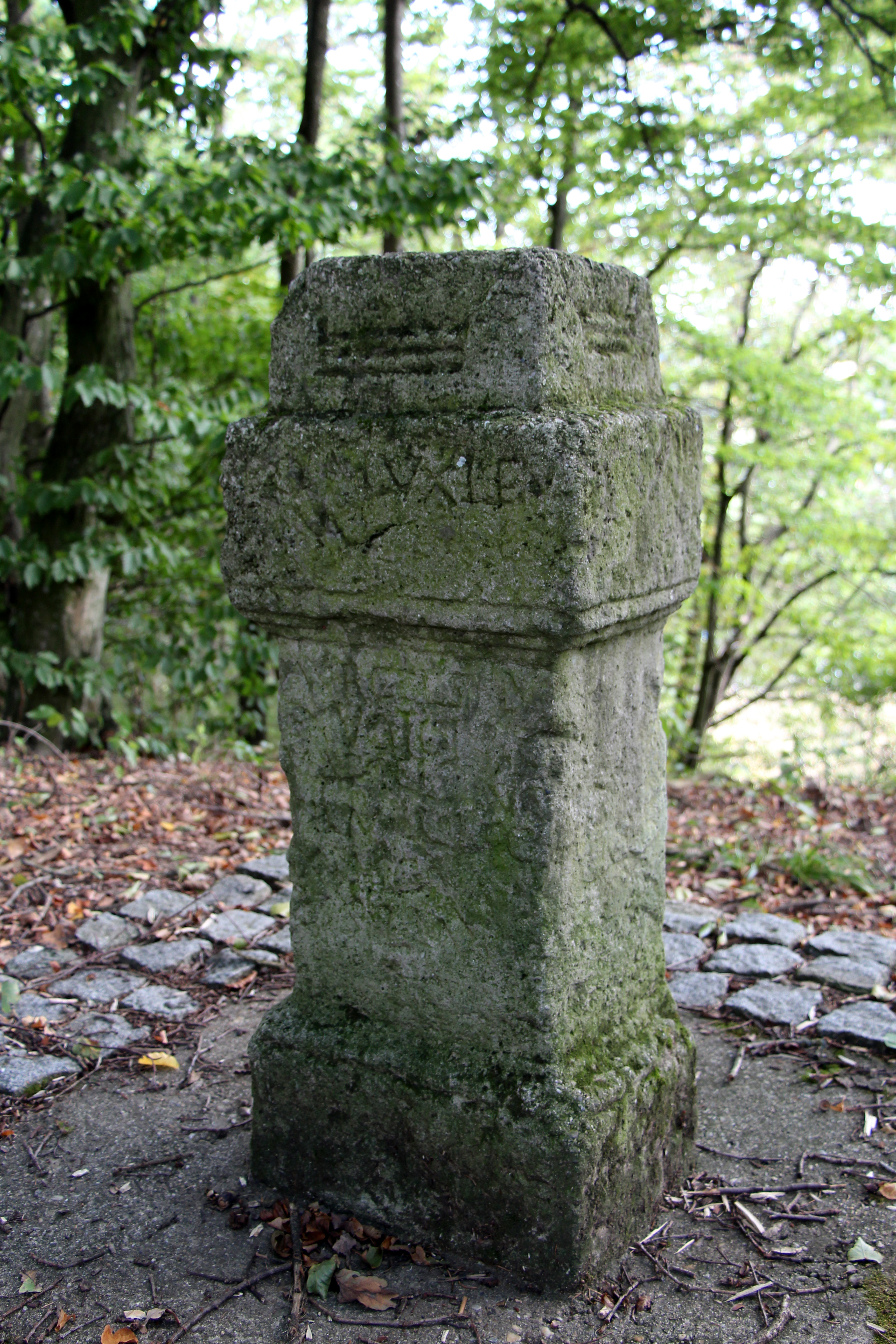
Römerstein Brunn

- Römerstein BrunnRömerstein
- Schloss Johnsdorf
- Schloss Hantberg

## Politik

### Bürgermeister
Bürgermeister war bis zur Auflösung der Gemeinde am 31. Dezember 2014 Franz Fartek (ÖVP). Vizebürgermeister war Josef Kager (ÖVP). Als Gemeindekassier fungierte Christian Friedl (SPÖ).

### Chronik der Bürgermeister
| von  | bis  | Bürgermeister        |
| ---- | ---- | -------------------- |
| 1898 | 1909 | Michael Eibl         |
| 1909 | 1919 | Heinrich Papst       |
| 1919 | 1922 | Johann Kleinschuster |
| 1922 | 1938 | Friedrich Fuchs      |
| 1938 | 1945 | Franz Koller         |
| 1945 | 1960 | Franz Techt          |
| 1960 | 1990 | Franz Hammer         |
| 1990 | 2005 | Franz Kapper         |
| 2005 | 2014 | Franz Fartek         |

### Gemeinderat
Der Gemeinderat bestand aus neun Mitgliedern und setzte sich seit der Gemeinderatswahl 2010 aus Mandataren der folgenden Parteien zusammen: 7 ÖVP und 2 SPÖ.

### Wappen
Die Verleihung des Gemeindewappens erfolgte mit Wirkung vom 1. Mai 1984.

Blasonierung (Wappenbeschreibung):
„In Blau pfahlweise ein goldener römischer Altar, beseitet von zwei goldenen Lilien mit Staubgefäßen.“

## Persönlichkeiten

### Ehrenbürger
- 1984: Josef Krainer (1930–2016), Landeshauptmann

### Söhne und Töchter der Gemeinde
- Anton Krenn (1874–1958), Fotojournalist, Pionier der Fotoreportage
- Franz Koller (1920–2004), Landwirt, Politiker und Abgeordneter zum Nationalrat